# Àcid undecanoic
L'àcid undecanoic (anomenat també, de forma no sistemàtica, àcid undecílic) és un àcid carboxílic que conté una cadena lineal d'onze carbonis, no ramificat. La seva fórmula molecular és {\displaystyle {\ce {C11H22O2}}}. En bioquímica se'l considera un àcid gras i se simbolitza per C11:0.
A temperatura ambient és un sòlid incolor, amb olor d'aldehid, que fon a 24,5 °C. A 275 °C es descompon (a 15 mm de Hg bull a 164,5 °C). A 25 °C la seva densitat és 0,912 g/cm³ i l'índex de refracció 1,4478. El seu punt d'inflamació és de 166 °C. És insoluble en aigua i molt soluble en etanol, cloroform i acetona. És soluble en benzè en qualsevol proporció. S'obté de l'oli de castor per reducció de l'àcid undecilènic. La seva estructura cristal·lina és ortoròmbica, pertany al grup espacial P21/c, la seva cel·la elemental té els següents valors: a = 25,839 Å, b = 4,9123 Å, c = 10,0285 Å, α = 90°, β = 99,010 ° i γ = 90°.

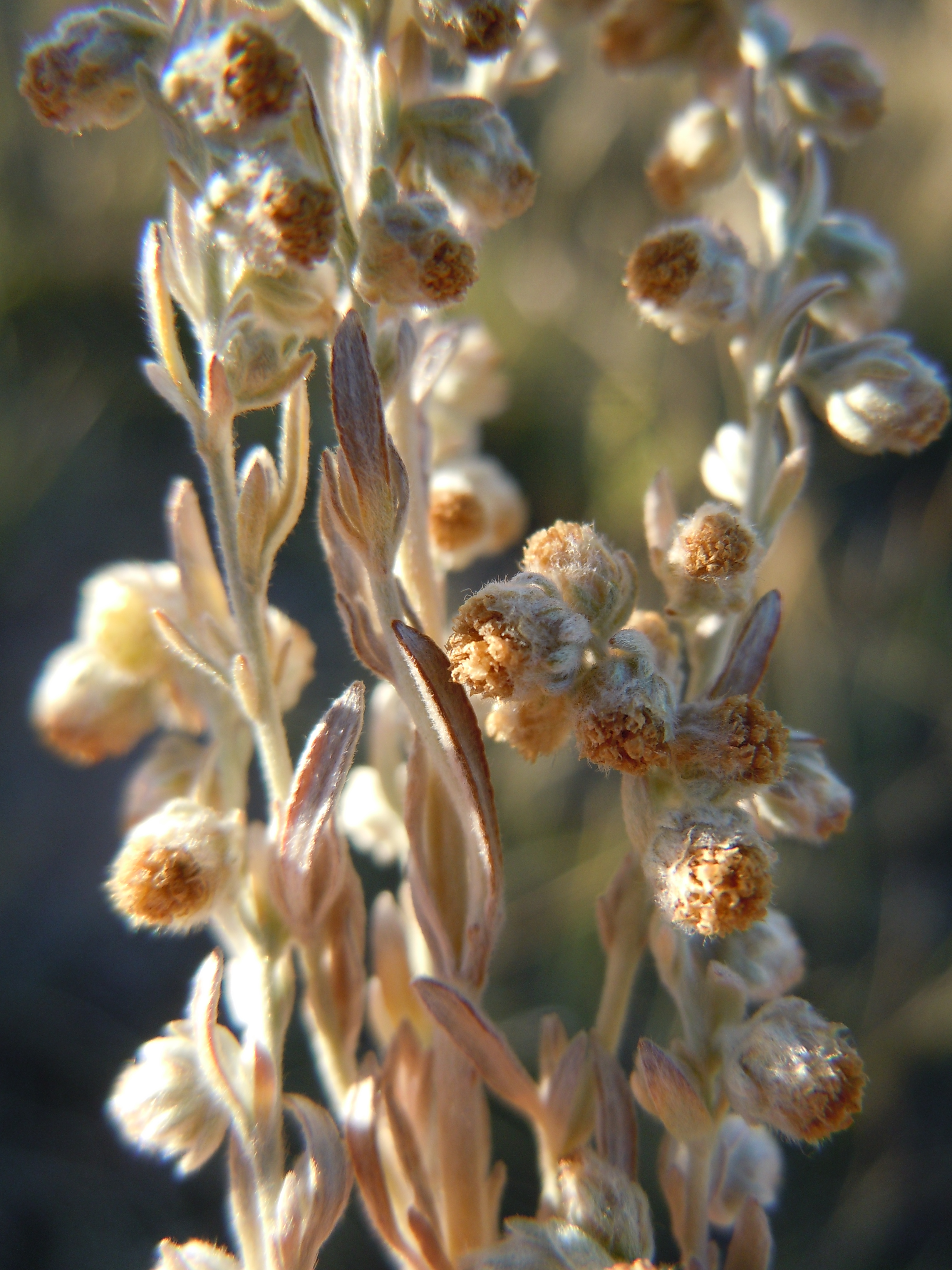
Artemisia frigida

A la naturalesa es troba a la mantega i en els olis essencials de Artemisia frigida, Chamaecyparis pisifera, Thymus marschollianus, en el coco, en les pomes, al plàtan (Musa sapientum), a la Prunus cerasus, en diferents formatges (blau, suís, cheddar), en el vi blanc, en el té negre i en el mango.
Sembla estar implicat en el control de la síntesi de triacilglicerol. Es troba a la llet materna humana, en el plasma seminal i altres fluids. En begudes alcohòliques s'ha detectat a la cervesa, al vi, al brandi, al wkisky i al rom.
La seva toxicitat en la rata és LD50 oral = 2,5 g/kg. Irrita les mucoses per a concentracions superiors a l'1 %. S'empra com a antimicrobià. També s'empra com a fungicida dels fongs de la pell, en concentracions entre el 2 i el 10 %.
S'empra com a agent aromàtic.